# Евреинов, Виктор Александрович
Виктор Александрович Евреинов (11 ноября 1908, Смоленск — 9 июля 1984, Саратов) — советский шахматный композитор, кандидат в мастера спорта по шахматам (1963), кандидат в мастера спорта СССР по шахматной композиции (1964).
Участник Великой Отечественной войны. Инженер-подполковник в отставке. Преподаватель Высшего инженерно-командного училища ракетных войск в Саратове.
Сильный шахматист-практик. Чемпион Саратова 1965 г.
С 1940 г. опубликовал около 100 этюдов. Первый этюд был опубликован в журнале «Шахматы в СССР». Активно начал заниматься этюдной композицией в середине 1950-х гг.
На конкурсах Евреинов удостоен 55 отличий, в том числе, 6 первых призов. Чемпион ВС СССР по этюдам (1970). Этюды Евреинова в разные годы публиковались в «Альбомах ФИДЕ» (всего 9 этюдов). Одним из главных достоинств этюдов Евреинова называли естественность начальной позиции.

## Этюды
|   | a | b | c | d | e | f | g | h |   |
| - | --- | --- | --- | --- | --- | --- | --- | --- | - |
| 8 | g8 чёрный слон · h8 чёрный король · h7 чёрная пешка · c6 чёрный ферзь · e6 белая пешка · f6 белая пешка · c5 белая пешка · d5 чёрная пешка · a4 чёрная пешка · d4 белая ладья · f3 белый король · a1 белый слон | g8 чёрный слон · h8 чёрный король · h7 чёрная пешка · c6 чёрный ферзь · e6 белая пешка · f6 белая пешка · c5 белая пешка · d5 чёрная пешка · a4 чёрная пешка · d4 белая ладья · f3 белый король · a1 белый слон | g8 чёрный слон · h8 чёрный король · h7 чёрная пешка · c6 чёрный ферзь · e6 белая пешка · f6 белая пешка · c5 белая пешка · d5 чёрная пешка · a4 чёрная пешка · d4 белая ладья · f3 белый король · a1 белый слон | g8 чёрный слон · h8 чёрный король · h7 чёрная пешка · c6 чёрный ферзь · e6 белая пешка · f6 белая пешка · c5 белая пешка · d5 чёрная пешка · a4 чёрная пешка · d4 белая ладья · f3 белый король · a1 белый слон | g8 чёрный слон · h8 чёрный король · h7 чёрная пешка · c6 чёрный ферзь · e6 белая пешка · f6 белая пешка · c5 белая пешка · d5 чёрная пешка · a4 чёрная пешка · d4 белая ладья · f3 белый король · a1 белый слон | g8 чёрный слон · h8 чёрный король · h7 чёрная пешка · c6 чёрный ферзь · e6 белая пешка · f6 белая пешка · c5 белая пешка · d5 чёрная пешка · a4 чёрная пешка · d4 белая ладья · f3 белый король · a1 белый слон | g8 чёрный слон · h8 чёрный король · h7 чёрная пешка · c6 чёрный ферзь · e6 белая пешка · f6 белая пешка · c5 белая пешка · d5 чёрная пешка · a4 чёрная пешка · d4 белая ладья · f3 белый король · a1 белый слон | g8 чёрный слон · h8 чёрный король · h7 чёрная пешка · c6 чёрный ферзь · e6 белая пешка · f6 белая пешка · c5 белая пешка · d5 чёрная пешка · a4 чёрная пешка · d4 белая ладья · f3 белый король · a1 белый слон | 8 |
| 7 | g8 чёрный слон · h8 чёрный король · h7 чёрная пешка · c6 чёрный ферзь · e6 белая пешка · f6 белая пешка · c5 белая пешка · d5 чёрная пешка · a4 чёрная пешка · d4 белая ладья · f3 белый король · a1 белый слон | g8 чёрный слон · h8 чёрный король · h7 чёрная пешка · c6 чёрный ферзь · e6 белая пешка · f6 белая пешка · c5 белая пешка · d5 чёрная пешка · a4 чёрная пешка · d4 белая ладья · f3 белый король · a1 белый слон | g8 чёрный слон · h8 чёрный король · h7 чёрная пешка · c6 чёрный ферзь · e6 белая пешка · f6 белая пешка · c5 белая пешка · d5 чёрная пешка · a4 чёрная пешка · d4 белая ладья · f3 белый король · a1 белый слон | g8 чёрный слон · h8 чёрный король · h7 чёрная пешка · c6 чёрный ферзь · e6 белая пешка · f6 белая пешка · c5 белая пешка · d5 чёрная пешка · a4 чёрная пешка · d4 белая ладья · f3 белый король · a1 белый слон | g8 чёрный слон · h8 чёрный король · h7 чёрная пешка · c6 чёрный ферзь · e6 белая пешка · f6 белая пешка · c5 белая пешка · d5 чёрная пешка · a4 чёрная пешка · d4 белая ладья · f3 белый король · a1 белый слон | g8 чёрный слон · h8 чёрный король · h7 чёрная пешка · c6 чёрный ферзь · e6 белая пешка · f6 белая пешка · c5 белая пешка · d5 чёрная пешка · a4 чёрная пешка · d4 белая ладья · f3 белый король · a1 белый слон | g8 чёрный слон · h8 чёрный король · h7 чёрная пешка · c6 чёрный ферзь · e6 белая пешка · f6 белая пешка · c5 белая пешка · d5 чёрная пешка · a4 чёрная пешка · d4 белая ладья · f3 белый король · a1 белый слон | g8 чёрный слон · h8 чёрный король · h7 чёрная пешка · c6 чёрный ферзь · e6 белая пешка · f6 белая пешка · c5 белая пешка · d5 чёрная пешка · a4 чёрная пешка · d4 белая ладья · f3 белый король · a1 белый слон | 7 |
| 6 | g8 чёрный слон · h8 чёрный король · h7 чёрная пешка · c6 чёрный ферзь · e6 белая пешка · f6 белая пешка · c5 белая пешка · d5 чёрная пешка · a4 чёрная пешка · d4 белая ладья · f3 белый король · a1 белый слон | g8 чёрный слон · h8 чёрный король · h7 чёрная пешка · c6 чёрный ферзь · e6 белая пешка · f6 белая пешка · c5 белая пешка · d5 чёрная пешка · a4 чёрная пешка · d4 белая ладья · f3 белый король · a1 белый слон | g8 чёрный слон · h8 чёрный король · h7 чёрная пешка · c6 чёрный ферзь · e6 белая пешка · f6 белая пешка · c5 белая пешка · d5 чёрная пешка · a4 чёрная пешка · d4 белая ладья · f3 белый король · a1 белый слон | g8 чёрный слон · h8 чёрный король · h7 чёрная пешка · c6 чёрный ферзь · e6 белая пешка · f6 белая пешка · c5 белая пешка · d5 чёрная пешка · a4 чёрная пешка · d4 белая ладья · f3 белый король · a1 белый слон | g8 чёрный слон · h8 чёрный король · h7 чёрная пешка · c6 чёрный ферзь · e6 белая пешка · f6 белая пешка · c5 белая пешка · d5 чёрная пешка · a4 чёрная пешка · d4 белая ладья · f3 белый король · a1 белый слон | g8 чёрный слон · h8 чёрный король · h7 чёрная пешка · c6 чёрный ферзь · e6 белая пешка · f6 белая пешка · c5 белая пешка · d5 чёрная пешка · a4 чёрная пешка · d4 белая ладья · f3 белый король · a1 белый слон | g8 чёрный слон · h8 чёрный король · h7 чёрная пешка · c6 чёрный ферзь · e6 белая пешка · f6 белая пешка · c5 белая пешка · d5 чёрная пешка · a4 чёрная пешка · d4 белая ладья · f3 белый король · a1 белый слон | g8 чёрный слон · h8 чёрный король · h7 чёрная пешка · c6 чёрный ферзь · e6 белая пешка · f6 белая пешка · c5 белая пешка · d5 чёрная пешка · a4 чёрная пешка · d4 белая ладья · f3 белый король · a1 белый слон | 6 |
| 5 | g8 чёрный слон · h8 чёрный король · h7 чёрная пешка · c6 чёрный ферзь · e6 белая пешка · f6 белая пешка · c5 белая пешка · d5 чёрная пешка · a4 чёрная пешка · d4 белая ладья · f3 белый король · a1 белый слон | g8 чёрный слон · h8 чёрный король · h7 чёрная пешка · c6 чёрный ферзь · e6 белая пешка · f6 белая пешка · c5 белая пешка · d5 чёрная пешка · a4 чёрная пешка · d4 белая ладья · f3 белый король · a1 белый слон | g8 чёрный слон · h8 чёрный король · h7 чёрная пешка · c6 чёрный ферзь · e6 белая пешка · f6 белая пешка · c5 белая пешка · d5 чёрная пешка · a4 чёрная пешка · d4 белая ладья · f3 белый король · a1 белый слон | g8 чёрный слон · h8 чёрный король · h7 чёрная пешка · c6 чёрный ферзь · e6 белая пешка · f6 белая пешка · c5 белая пешка · d5 чёрная пешка · a4 чёрная пешка · d4 белая ладья · f3 белый король · a1 белый слон | g8 чёрный слон · h8 чёрный король · h7 чёрная пешка · c6 чёрный ферзь · e6 белая пешка · f6 белая пешка · c5 белая пешка · d5 чёрная пешка · a4 чёрная пешка · d4 белая ладья · f3 белый король · a1 белый слон | g8 чёрный слон · h8 чёрный король · h7 чёрная пешка · c6 чёрный ферзь · e6 белая пешка · f6 белая пешка · c5 белая пешка · d5 чёрная пешка · a4 чёрная пешка · d4 белая ладья · f3 белый король · a1 белый слон | g8 чёрный слон · h8 чёрный король · h7 чёрная пешка · c6 чёрный ферзь · e6 белая пешка · f6 белая пешка · c5 белая пешка · d5 чёрная пешка · a4 чёрная пешка · d4 белая ладья · f3 белый король · a1 белый слон | g8 чёрный слон · h8 чёрный король · h7 чёрная пешка · c6 чёрный ферзь · e6 белая пешка · f6 белая пешка · c5 белая пешка · d5 чёрная пешка · a4 чёрная пешка · d4 белая ладья · f3 белый король · a1 белый слон | 5 |
| 4 | g8 чёрный слон · h8 чёрный король · h7 чёрная пешка · c6 чёрный ферзь · e6 белая пешка · f6 белая пешка · c5 белая пешка · d5 чёрная пешка · a4 чёрная пешка · d4 белая ладья · f3 белый король · a1 белый слон | g8 чёрный слон · h8 чёрный король · h7 чёрная пешка · c6 чёрный ферзь · e6 белая пешка · f6 белая пешка · c5 белая пешка · d5 чёрная пешка · a4 чёрная пешка · d4 белая ладья · f3 белый король · a1 белый слон | g8 чёрный слон · h8 чёрный король · h7 чёрная пешка · c6 чёрный ферзь · e6 белая пешка · f6 белая пешка · c5 белая пешка · d5 чёрная пешка · a4 чёрная пешка · d4 белая ладья · f3 белый король · a1 белый слон | g8 чёрный слон · h8 чёрный король · h7 чёрная пешка · c6 чёрный ферзь · e6 белая пешка · f6 белая пешка · c5 белая пешка · d5 чёрная пешка · a4 чёрная пешка · d4 белая ладья · f3 белый король · a1 белый слон | g8 чёрный слон · h8 чёрный король · h7 чёрная пешка · c6 чёрный ферзь · e6 белая пешка · f6 белая пешка · c5 белая пешка · d5 чёрная пешка · a4 чёрная пешка · d4 белая ладья · f3 белый король · a1 белый слон | g8 чёрный слон · h8 чёрный король · h7 чёрная пешка · c6 чёрный ферзь · e6 белая пешка · f6 белая пешка · c5 белая пешка · d5 чёрная пешка · a4 чёрная пешка · d4 белая ладья · f3 белый король · a1 белый слон | g8 чёрный слон · h8 чёрный король · h7 чёрная пешка · c6 чёрный ферзь · e6 белая пешка · f6 белая пешка · c5 белая пешка · d5 чёрная пешка · a4 чёрная пешка · d4 белая ладья · f3 белый король · a1 белый слон | g8 чёрный слон · h8 чёрный король · h7 чёрная пешка · c6 чёрный ферзь · e6 белая пешка · f6 белая пешка · c5 белая пешка · d5 чёрная пешка · a4 чёрная пешка · d4 белая ладья · f3 белый король · a1 белый слон | 4 |
| 3 | g8 чёрный слон · h8 чёрный король · h7 чёрная пешка · c6 чёрный ферзь · e6 белая пешка · f6 белая пешка · c5 белая пешка · d5 чёрная пешка · a4 чёрная пешка · d4 белая ладья · f3 белый король · a1 белый слон | g8 чёрный слон · h8 чёрный король · h7 чёрная пешка · c6 чёрный ферзь · e6 белая пешка · f6 белая пешка · c5 белая пешка · d5 чёрная пешка · a4 чёрная пешка · d4 белая ладья · f3 белый король · a1 белый слон | g8 чёрный слон · h8 чёрный король · h7 чёрная пешка · c6 чёрный ферзь · e6 белая пешка · f6 белая пешка · c5 белая пешка · d5 чёрная пешка · a4 чёрная пешка · d4 белая ладья · f3 белый король · a1 белый слон | g8 чёрный слон · h8 чёрный король · h7 чёрная пешка · c6 чёрный ферзь · e6 белая пешка · f6 белая пешка · c5 белая пешка · d5 чёрная пешка · a4 чёрная пешка · d4 белая ладья · f3 белый король · a1 белый слон | g8 чёрный слон · h8 чёрный король · h7 чёрная пешка · c6 чёрный ферзь · e6 белая пешка · f6 белая пешка · c5 белая пешка · d5 чёрная пешка · a4 чёрная пешка · d4 белая ладья · f3 белый король · a1 белый слон | g8 чёрный слон · h8 чёрный король · h7 чёрная пешка · c6 чёрный ферзь · e6 белая пешка · f6 белая пешка · c5 белая пешка · d5 чёрная пешка · a4 чёрная пешка · d4 белая ладья · f3 белый король · a1 белый слон | g8 чёрный слон · h8 чёрный король · h7 чёрная пешка · c6 чёрный ферзь · e6 белая пешка · f6 белая пешка · c5 белая пешка · d5 чёрная пешка · a4 чёрная пешка · d4 белая ладья · f3 белый король · a1 белый слон | g8 чёрный слон · h8 чёрный король · h7 чёрная пешка · c6 чёрный ферзь · e6 белая пешка · f6 белая пешка · c5 белая пешка · d5 чёрная пешка · a4 чёрная пешка · d4 белая ладья · f3 белый король · a1 белый слон | 3 |
| 2 | g8 чёрный слон · h8 чёрный король · h7 чёрная пешка · c6 чёрный ферзь · e6 белая пешка · f6 белая пешка · c5 белая пешка · d5 чёрная пешка · a4 чёрная пешка · d4 белая ладья · f3 белый король · a1 белый слон | g8 чёрный слон · h8 чёрный король · h7 чёрная пешка · c6 чёрный ферзь · e6 белая пешка · f6 белая пешка · c5 белая пешка · d5 чёрная пешка · a4 чёрная пешка · d4 белая ладья · f3 белый король · a1 белый слон | g8 чёрный слон · h8 чёрный король · h7 чёрная пешка · c6 чёрный ферзь · e6 белая пешка · f6 белая пешка · c5 белая пешка · d5 чёрная пешка · a4 чёрная пешка · d4 белая ладья · f3 белый король · a1 белый слон | g8 чёрный слон · h8 чёрный король · h7 чёрная пешка · c6 чёрный ферзь · e6 белая пешка · f6 белая пешка · c5 белая пешка · d5 чёрная пешка · a4 чёрная пешка · d4 белая ладья · f3 белый король · a1 белый слон | g8 чёрный слон · h8 чёрный король · h7 чёрная пешка · c6 чёрный ферзь · e6 белая пешка · f6 белая пешка · c5 белая пешка · d5 чёрная пешка · a4 чёрная пешка · d4 белая ладья · f3 белый король · a1 белый слон | g8 чёрный слон · h8 чёрный король · h7 чёрная пешка · c6 чёрный ферзь · e6 белая пешка · f6 белая пешка · c5 белая пешка · d5 чёрная пешка · a4 чёрная пешка · d4 белая ладья · f3 белый король · a1 белый слон | g8 чёрный слон · h8 чёрный король · h7 чёрная пешка · c6 чёрный ферзь · e6 белая пешка · f6 белая пешка · c5 белая пешка · d5 чёрная пешка · a4 чёрная пешка · d4 белая ладья · f3 белый король · a1 белый слон | g8 чёрный слон · h8 чёрный король · h7 чёрная пешка · c6 чёрный ферзь · e6 белая пешка · f6 белая пешка · c5 белая пешка · d5 чёрная пешка · a4 чёрная пешка · d4 белая ладья · f3 белый король · a1 белый слон | 2 |
| 1 | g8 чёрный слон · h8 чёрный король · h7 чёрная пешка · c6 чёрный ферзь · e6 белая пешка · f6 белая пешка · c5 белая пешка · d5 чёрная пешка · a4 чёрная пешка · d4 белая ладья · f3 белый король · a1 белый слон | g8 чёрный слон · h8 чёрный король · h7 чёрная пешка · c6 чёрный ферзь · e6 белая пешка · f6 белая пешка · c5 белая пешка · d5 чёрная пешка · a4 чёрная пешка · d4 белая ладья · f3 белый король · a1 белый слон | g8 чёрный слон · h8 чёрный король · h7 чёрная пешка · c6 чёрный ферзь · e6 белая пешка · f6 белая пешка · c5 белая пешка · d5 чёрная пешка · a4 чёрная пешка · d4 белая ладья · f3 белый король · a1 белый слон | g8 чёрный слон · h8 чёрный король · h7 чёрная пешка · c6 чёрный ферзь · e6 белая пешка · f6 белая пешка · c5 белая пешка · d5 чёрная пешка · a4 чёрная пешка · d4 белая ладья · f3 белый король · a1 белый слон | g8 чёрный слон · h8 чёрный король · h7 чёрная пешка · c6 чёрный ферзь · e6 белая пешка · f6 белая пешка · c5 белая пешка · d5 чёрная пешка · a4 чёрная пешка · d4 белая ладья · f3 белый король · a1 белый слон | g8 чёрный слон · h8 чёрный король · h7 чёрная пешка · c6 чёрный ферзь · e6 белая пешка · f6 белая пешка · c5 белая пешка · d5 чёрная пешка · a4 чёрная пешка · d4 белая ладья · f3 белый король · a1 белый слон | g8 чёрный слон · h8 чёрный король · h7 чёрная пешка · c6 чёрный ферзь · e6 белая пешка · f6 белая пешка · c5 белая пешка · d5 чёрная пешка · a4 чёрная пешка · d4 белая ладья · f3 белый король · a1 белый слон | g8 чёрный слон · h8 чёрный король · h7 чёрная пешка · c6 чёрный ферзь · e6 белая пешка · f6 белая пешка · c5 белая пешка · d5 чёрная пешка · a4 чёрная пешка · d4 белая ладья · f3 белый король · a1 белый слон | 1 |
|   | a | b | c | d | e | f | g | h |   |

Международный конкурс журнала «Шахматы», 1959 г., I приз. «Альбом ФИДЕ» (1966)
Примечания В. А. Евреинова и А. Батурина.
Композиция считается лучшим достижением автора, а его самого неудержимо тянет к малым формам (В. Е.).
У черных материальное преимущество, зато у белых сильная диагональная батарея. Кто же возьмет верх? Начало решения ошеломляет (А. Б.).
1. Лe4!
Лучше сжечь свою каравеллу, чем утонуть вместе с ней. 1. f7? С:f7 (2. Лg4+ d4+ 3. Крf2 Сg6 или 3... Ф:c5 4. С:d4 Ф:d4+ 5. Л:d4 С:е6, =) 2. ef Крg7 3. Лf4+ d4+ 4. Крf2 Крf8 5. С:d4 Фh6 6. Крe3 (6. Сe5 Фh2+ 7. Крf3 Фh1+ 8. Крe3 Фg1+ 9. Крd2 Ф:c5) 6... Фe6+ 7. Крd3 Фb3+, = (В. Е.)
1... de+ 
2. Крg2! e3+
Нужно большое мужество, чтобы снова подставлять себя под выстрел (В. Е.).
3. Крg1.
Теперь очередь черных защищать себя от сильнейшей угрозы продвижения пешек e и f (А. Б.).
3... Сf7
Выхода нет. 3... h5 4. f7+ Крh7 5. f8Ф Фc7 6. Фf5+ Крh6 7. Фf6+ Крh7 8. Фh8+ Крg6 9. Ф:g8+ (В. Е.).
Черные отдают слона, чтобы парализовать продвижение одной из пешек (А. Б.).
4. ef Ф:c5
5. f8Ф+ Ф:f8
Белые отдали ферзя, зато теперь вступает в игру их батарея (А. Б.).
6. f7+ Фg7+
7. Крh2!
Заключительный аккорд. (В. Е.).
Черный ферзь попадает под смертельную связку (А. Б.).
7... Ф:а1
8. f8Ф#.